# Кайран (Павлодарская область)
Кайран (каз. Қайран) — село в Актогайском районе Павлодарской области Казахстана. Входит в состав Кожамжарского сельского округа. Код КАТО — 553247300.

## Население
В 1999 году население села составляло 220 человек (108 мужчин и 112 женщин). По данным переписи 2009 года, в селе проживало 144 человека (66 мужчин и 78 женщин).